# Autonoom systeem (wiskunde)
In wiskunde is een autonoom systeem of een autonome differentiaalvergelijking een systeem van gewone differentiaalvergelijkingen dat niet afhangt van een onafhankelijke variabele. 
Veel wetten in de natuurkunde, waar men de onafhankelijke variabele gewoonlijk gelijkstelt aan de tijd, worden uitgedrukt als autonome systemen, omdat gewoonlijk wordt aangenomen dat de natuurwetten, die in het heden opgaan volstrekt identiek zijn aan de natuurwetten die hebben gegolden of zullen gelden voor elk punt in het verleden of in de toekomst. 
Autonome systemen zijn nauw verwant aan dynamische systemen. Elk autonoom systeem kan worden omgezet in een dynamisch systeem en, onder zeer zwakke veronderstellingen, kan een dynamisch systeem worden getransformeerd in een autonoom systeem.

## Definitie
Een autonoom systeem is een systeem van gewone differentiaalvergelijkingen van de vorm 
{\displaystyle {\frac {\mathrm {d} }{\mathrm {d} t}}x(t)=f(x(t))},
waarin {\displaystyle x} waarden aanneemt in de {\displaystyle n}-dimensionale euclidische ruimte en {\displaystyle t} meestal voor de variabale tijd staat. 
Het wordt onderscheiden van systemen van differentiaalvergelijkingen van de vorm 
{\displaystyle {\frac {\mathrm {d} }{\mathrm {d} t}}x(t)=g(x(t),t)}
waarin de wet die de mate van beweging van een deeltje bepaalt, niet alleen afhangt van de plaats het deeltje, maar ook van de tijd; dergelijke systemen zijn niet autonoom.